# Lionel de Nicéville
Charles Lionel Augustus de Nicéville (* 1852 in Bristol; † 3. Dezember 1901 in Calcutta) war Kurator am Indischen Museum in Kalkutta.

## Leben
Lionel de Nicéville wurde als Sohn eines Arztes in eine adlige Familie eines seit langem in England ansässigen Hugenottengeschlechts geboren. Er wurde später Vater einer Tochter.
Bereits im Alter von fünf Jahren begann er sich für Insekten, insbesondere Falter, zu interessieren und sammelte diese. Im Jahr 1875 ging de Nicéville nach Ostindien und wurde Assistent in der entomologischen Abteilung des Indian Museums. Berühmtheit erlangte er durch seine Schmetterlingsstudien in Asien. Er trat Forschungsreisen unter anderem nach Japan, China, Burma und Ceylon an. Er beschrieb zahlreiche Schmetterlingsarten und -gattungen, wie beispielsweise Papilio noblei.
Als de Nicéville in Darjeeling die Insektenschäden in Teepflanzungen untersuchte, erkrankte er an Malaria, woran er in einem Krankenhaus in Kalkutta starb. Er wurde auf dem Lower Circular Road Cemetery in Kalkutta beigesetzt.

## Werke

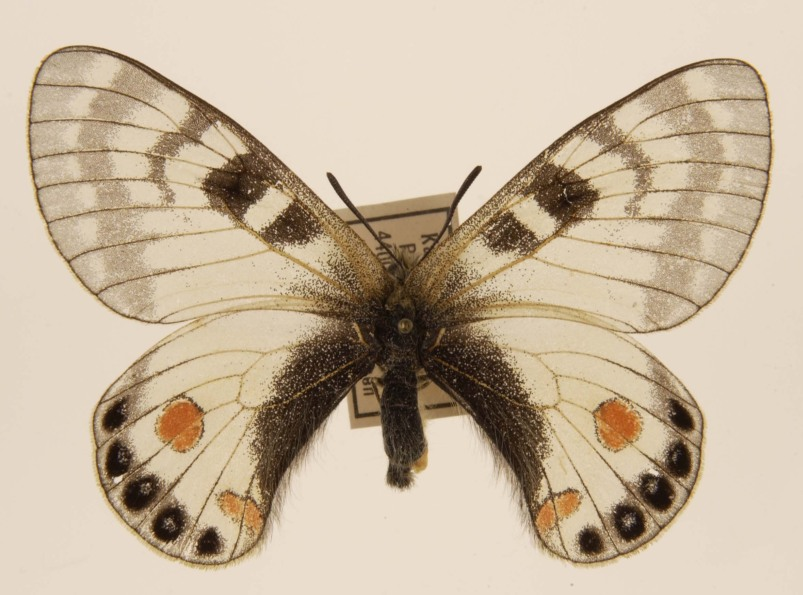
Parnassius stoliczkanus ssp. nicevilli

- 1883: Butterflies of India, Burmah and Ceylon. Band I, Reprint: New Delhi 1979
- 1886: The Butterflies of India, Burmah and Ceylon. Band 2, Reprint: New Delhi 1979
- 1890: The butterflies of India, Burmah and Ceylon. Band 3, Reprint: New Delhi 1979
- 1894: On new and little-known butterflies from the Indo-Malayan region. In: J. Asiat. Soc. Bengal. (II) 63 (1), S. 1–59, Tafeln 1–5
- 1898: On new and little-known butterflies from the Indo-Malayan, Austro-Malayan and Australian Regions. In: J. Bombay nat. Hist. Soc.